# Z Nation
Z Nation es una serie de televisión zombi de terror, acción y comedia estadounidense creada por Karl Schaefer y Craig Engler, emitida en la cadena de televisión estadounidense SyFy. La primera temporada, que consta de 13 episodios, comenzó a emitirse el 12 de septiembre de 2014 y concluyó el 5 de diciembre del mismo año. A mediados de octubre de 2014, la cadena SyFy anunció la renovación de la serie para una segunda temporada, que se estrenó el 11 de septiembre de 2015. La serie fue renovada para una tercera temporada que se estrenó en 2016. El 29 de noviembre, Syfy anunció la renovación de la serie para una cuarta temporada, y finalmente el 15 de diciembre de 2017, la serie fue renovada para una quinta y última temporada, que se estrenó en 2018; el último episodio fue emitido el 28 de diciembre Los seguidores de la serie iniciaron un movimiento para revivirla en Change.org.

## Sinopsis
Tres años después de que estallara el apocalipsis zombi provocado por un virus que ha asesinado a la mayoría de los seres humanos, en la Prisión Naval de Portsmouth, Murphy junto a otros dos reclusos fueron sometidos a la inyección de tres vacunas experimentales. A pesar de que sus dos compañeros no sobrevivieron a las vacunas que les pusieron, Murphy se transformó en la única oportunidad para la humanidad, al ser inyectado, mordido por zombis y haber sobrevivido. Junto a un grupo de sobrevivientes, fue llevado desde Nueva York hasta California para a través de su sangre encontrar los anticuerpos necesarios para crear una cura al virus. Sin embargo, a medida que avanzan en su camino, irá mutando a una forma híbrida entre humano y zombi, y se dará cuenta que tiene ciertas habilidades que le servirán mucho en su camino.

## Episodios
| Temporada | Temporada | Episodios | Episodios | Emisión original         | Emisión original        |
| Temporada | Temporada | Episodios | Episodios | Primera emisión          | Última emisión          |
| --------- | --------- | --------- | --------- | ------------------------ | ----------------------- |
|           | 1         | 13        | 13        | 12 de septiembre de 2014 | 5 de diciembre de 2014  |
|           | 2         | 15        | 15        | 11 de septiembre de 2015 | 18 de diciembre de 2015 |
|           | 3         | 14        | 14        | 16 de septiembre de 2016 | 16 de diciembre de 2016 |
|           | 4         | 13        | 13        | 5 de octubre de 2017     | 15 de diciembre de 2017 |
|           | 5         | 13        | 13        | 05 de octubre de 2018    | 28 de diciembre de 2018 |

## Elenco
| Kellita Smith          | Roberta Warren              | Principal | Principal | Principal | Principal | Principal |           |           |           |           |           |           |           |           |           |           |           |           |           |           |           |           |           |           |           |           |           |           |           |           |           |           |           |           |           |           |           |           |           |           |           |           |           |           |           |           |           |           |           |           |           |           |           |           |           |           |           |           |           |  |
| DJ Qualls              | Simon "Ciudadano Z" Cruller | Principal | Principal | Principal | Principal | Principal |           |           |           |           |           |           |           |           |           |           |           |           |           |           |           |           |           |           |           |           |           |           |           |           |           |           |           |           |           |           |           |           |           |           |           |           |           |           |           |           |           |           |           |           |           |           |           |           |           |           |           |           |           |  |
| Michael Welch          | Mack Thompson               | Principal | Principal |           |           |           |           |           |           |           |           |           |           |           |           |           |           |           |           |           |           |           |           |           |           |           |           |           |           |           |           |           |           |           |           |           |           |           |           |           |           |           |           |           |           |           |           |           |           |           |           |           |           |           |           |           |           |           |           |  |
| Keith Allan            | Alvin Bernard Murphy        | Principal | Principal | Principal | Principal | Principal |           |           |           |           |           |           |           |           |           |           |           |           |           |           |           |           |           |           |           |           |           |           |           |           |           |           |           |           |           |           |           |           |           |           |           |           |           |           |           |           |           |           |           |           |           |           |           |           |           |           |           |           |           |  |
| Anastasia Baranova     | Addison Grace "Addy" Carver | Principal | Principal | Principal | Principal | Principal |           |           |           |           |           |           |           |           |           |           |           |           |           |           |           |           |           |           |           |           |           |           |           |           |           |           |           |           |           |           |           |           |           |           |           |           |           |           |           |           |           |           |           |           |           |           |           |           |           |           |           |           |           |  |
| Russell Hodgkinson     | Steven "Doc" Beck           | Principal | Principal | Principal | Principal | Principal |           |           |           |           |           |           |           |           |           |           |           |           |           |           |           |           |           |           |           |           |           |           |           |           |           |           |           |           |           |           |           |           |           |           |           |           |           |           |           |           |           |           |           |           |           |           |           |           |           |           |           |           |           |  |
| Pisay Pao              | Cassandra                   | Principal | Principal | Invitada  |           |           |           |           |           |           |           |           |           |           |           |           |           |           |           |           |           |           |           |           |           |           |           |           |           |           |           |           |           |           |           |           |           |           |           |           |           |           |           |           |           |           |           |           |           |           |           |           |           |           |           |           |           |           |           |  |
| Nat Zang               | Thomas "10K"                | Principal | Principal | Principal | Principal | Principal |           |           |           |           |           |           |           |           |           |           |           |           |           |           |           |           |           |           |           |           |           |           |           |           |           |           |           |           |           |           |           |           |           |           |           |           |           |           |           |           |           |           |           |           |           |           |           |           |           |           |           |           |           |  |
| Tom Everett Scott      | Charles Garnett             | Principal |           |           |           |           |           |           |           |           |           |           |           |           |           |           |           |           |           |           |           |           |           |           |           |           |           |           |           |           |           |           |           |           |           |           |           |           |           |           |           |           |           |           |           |           |           |           |           |           |           |           |           |           |           |           |           |           |           |  |
| Harold Perrineau       | Mark Hammond                | Principal |           |           |           |           |           |           |           |           |           |           |           |           |           |           |           |           |           |           |           |           |           |           |           |           |           |           |           |           |           |           |           |           |           |           |           |           |           |           |           |           |           |           |           |           |           |           |           |           |           |           |           |           |           |           |           |           |           |  |
| Matt Cedeño            | Javier Vasquez              |           | Principal | Invitado  |           |           |           |           |           |           |           |           |           |           |           |           |           |           |           |           |           |           |           |           |           |           |           |           |           |           |           |           |           |           |           |           |           |           |           |           |           |           |           |           |           |           |           |           |           |           |           |           |           |           |           |           |           |           |           |  |
| Emilio Rivera          | Héctor "Escorpion" Alvarez  |           | Principal | Principal |           |           |           |           |           |           |           |           |           |           |           |           |           |           |           |           |           |           |           |           |           |           |           |           |           |           |           |           |           |           |           |           |           |           |           |           |           |           |           |           |           |           |           |           |           |           |           |           |           |           |           |           |           |           |           |  |
| Joseph Gatt            | The Man                     |           |           | Principal |           |           |           |           |           |           |           |           |           |           |           |           |           |           |           |           |           |           |           |           |           |           |           |           |           |           |           |           |           |           |           |           |           |           |           |           |           |           |           |           |           |           |           |           |           |           |           |           |           |           |           |           |           |           |           |  |
| Sydney Viengluang      | Sun Mei                     |           |           | Principal | Principal | Principal | Principal | Principal | Principal | Principal | Principal | Principal | Principal | Principal | Principal | Principal | Principal | Principal | Principal | Principal | Principal | Principal | Principal | Principal | Principal | Principal | Principal | Principal | Principal | Principal | Principal | Principal | Principal | Principal | Principal | Principal | Principal | Principal | Principal | Principal | Principal | Principal | Principal | Principal | Principal | Principal | Principal | Principal | Principal | Principal | Principal | Principal | Principal | Principal | Principal | Principal | Principal | Principal |           |  |
| Ramona Young           | Kaya                        |           |           | Principal | Principal | Principal | Principal | Principal | Principal | Principal | Principal | Principal | Principal | Principal | Principal | Principal | Principal | Principal | Principal | Principal | Principal | Principal | Principal | Principal | Principal | Principal | Principal | Principal | Principal | Principal | Principal | Principal | Principal | Principal | Principal | Principal | Principal | Principal | Principal | Principal | Principal | Principal | Principal | Principal | Principal | Principal | Principal | Principal | Principal | Principal | Principal | Principal | Principal | Principal | Principal | Principal | Principal | Principal |           |  |
| Natalie Jongjaroenlarp | Roja                        |           |           | Principal | Principal | Principal | Principal | Principal | Principal | Principal | Principal | Principal | Principal | Principal | Principal | Principal | Principal | Principal | Principal | Principal | Principal | Principal | Principal | Principal | Principal | Principal | Principal | Principal | Principal | Principal | Principal | Principal | Principal | Principal | Principal | Principal | Principal | Principal | Principal | Principal | Principal | Principal | Principal | Principal | Principal | Principal | Principal | Principal | Principal | Principal | Principal | Principal | Principal | Principal | Principal | Principal | Principal | Principal |           |  |
| Holden Goyette         | "Nature Boy" / 5K           |           |           | Principal | Invitado  |           |           |           |           |           |           |           |           |           |           |           |           |           |           |           |           |           |           |           |           |           |           |           |           |           |           |           |           |           |           |           |           |           |           |           |           |           |           |           |           |           |           |           |           |           |           |           |           |           |           |           |           |           |           |  |
| Tara Holt              | Lucy Murphy                 |           | Invitada  | Invitada  | Principal |           |           |           |           |           |           |           |           |           |           |           |           |           |           |           |           |           |           |           |           |           |           |           |           |           |           |           |           |           |           |           |           |           |           |           |           |           |           |           |           |           |           |           |           |           |           |           |           |           |           |           |           |           |           |  |
| Grace Phipps           | Lilly Mueller               |           |           |           | Principal | Principal | Principal | Principal | Principal | Principal | Principal | Principal | Principal | Principal | Principal | Principal | Principal | Principal | Principal | Principal | Principal | Principal | Principal | Principal | Principal | Principal | Principal | Principal | Principal | Principal | Principal | Principal | Principal | Principal | Principal | Principal | Principal | Principal | Principal | Principal | Principal | Principal | Principal | Principal | Principal | Principal | Principal | Principal | Principal | Principal | Principal | Principal | Principal | Principal | Principal | Principal | Principal | Principal | Principal |  |
| Henry Rollins          | Teniente Mueller            |           |           |           | Principal |           |           |           |           |           |           |           |           |           |           |           |           |           |           |           |           |           |           |           |           |           |           |           |           |           |           |           |           |           |           |           |           |           |           |           |           |           |           |           |           |           |           |           |           |           |           |           |           |           |           |           |           |           |           |  |
| Katy O'Brian           | Georgia "George" St. Clair  |           |           |           |           | Principal |           |           |           |           |           |           |           |           |           |           |           |           |           |           |           |           |           |           |           |           |           |           |           |           |           |           |           |           |           |           |           |           |           |           |           |           |           |           |           |           |           |           |           |           |           |           |           |           |           |           |           |           |           |  |
| Mario Van Peebles      | Martin Cooper               |           |           |           |           | Principal |           |           |           |           |           |           |           |           |           |           |           |           |           |           |           |           |           |           |           |           |           |           |           |           |           |           |           |           |           |           |           |           |           |           |           |           |           |           |           |           |           |           |           |           |           |           |           |           |           |           |           |           |           |  |
| Lydia Hearst           | Pandora                     |           |           |           |           | Principal |           |           |           |           |           |           |           |           |           |           |           |           |           |           |           |           |           |           |           |           |           |           |           |           |           |           |           |           |           |           |           |           |           |           |           |           |           |           |           |           |           |           |           |           |           |           |           |           |           |           |           |           |           |  |
| Jack Plotnick          | Roman Estes                 |           |           |           |           | Principal |           |           |           |           |           |           |           |           |           |           |           |           |           |           |           |           |           |           |           |           |           |           |           |           |           |           |           |           |           |           |           |           |           |           |           |           |           |           |           |           |           |           |           |           |           |           |           |           |           |           |           |           |           |  |